# 京都・神奈川親族連続殺人事件
京都・神奈川親族連続殺人事件（きょうと・かながわ しんぞくれんぞくさつじんじけん）とは、2007年（平成19年）1月に京都府と神奈川県で発生した連続殺人事件。

## 概要

### 事件
2007年（平成19年）1月16日、犯人の男Mは京都府長岡京市在住の叔母を襲って殺害し、現金およそ2万円とキャッシュカードを強奪して逃走した。京都府警察は1月20日、犯人を特定して全国に指名手配（非公開）する。Mはその頃には東京都に逃走しており、奪った金で風俗店で遊びまわって使い果たしてしまっていた。金に困ったMは、1月22日に神奈川県相模原市在住の大叔父を頼って金を無心したが断られた。宿泊を頼み込んで認められたが、1月23日の深夜、Mは大叔父が就寝しているところを鈍器で滅多打ちにして殺害。遺体を押入れに隠し、現金およそ3千円と携帯電話を盗んで逃走した。大叔父の遺体は早朝に発見された。
Mは1月23日の夕方、東京都練馬区内を歩いていたところを京都府警の捜査員に発見され、叔母に対する強盗殺人で逮捕された。2月21日には大叔父に対する強盗殺人の容疑で再逮捕された。

### 犯人について
Mは短気で切れやすく、自分の思い通りにならないとすぐに暴力に訴えたという。家庭内では主に母親に対して暴力をふるい、母親の髪を切って坊主頭にしたこともあったという。学生時代には学校でも暴力をふるい、好きな女子生徒にふられたときには授業中に自らの手首を切るなどの自傷行為を行い、教師・生徒の双方から何をしでかすかわからない存在と恐れられた。大検に合格して入った東京の大学も暴力沙汰などから中退を余儀なくされ、その後に始めたアルバイトでも人間関係を作ることができず、そればかりかアルバイト先の店長に暴力をふるい、同僚から財布を奪うなど、傷害・暴行・窃盗などの容疑で逮捕された。この事件でMは3か月の拘留を受け、懲役2年6か月・執行猶予4年の判決を受けて仮釈放された。
しかし逮捕されたことからMは父親から勘当同然の身となり、息子の暴力を恐れて家から離れていた母親を頼るようになる。しかしそこでも暴力を繰り返して警察に逮捕されたり、滋賀県内の養豚場や電気機器工場など、住み込み可能な仕事を探して職に就いたこともあったが、やはり暴力事件を起こしたりしていずれも長続きしなかった。やがて無職になったMは金に困るようになり、親族に無心するようになった。しかしMの暴力沙汰には親族も迷惑を被っており相手にされるはずもなく、Mはそのことを逆恨みして凶行に及んだのだった。

### 裁判
裁判でもMは傍若無人な発言を繰り返した。初公判では「人殺しくらいやって当然」と述べた。さらに「2人の冥福を祈るつもりは全くない」などとも述べた。
2008年（平成20年）3月17日、京都地方裁判所で裁判長の「犯行を認めますか」という罪状認否に対して、「俺が2人を殺した。俺は人殺しという大仕事を冷静に成し遂げた。俺は自分をほめてやりたい」と発言した。動機に関しても、「人生がうまくいかない。どうせ死ぬのなら恨みがあるやつを殺してからにしようとした」と発言した。
また、自身を勘当した父親を憎んでか、父親に対して「事件はてめえの責任」と述べるなど、不規則発言を繰り返した。また、自分を馬鹿にしたとして小中学校時代の同級生を3人目の殺害対象にしていたとも証言した。
これらの不規則発言から反省の意思がまったくないとして、3月28日に京都地裁は「事件の責任は重大。被告人の反省の態度が見られず、更生を期待するのは極めて困難」としてMに死刑判決を言い渡した。弁護側は大阪高等裁判所に即日控訴したが、Mが自ら取り下げて4月8日に死刑が確定した。
死刑確定から1年後、弁護士が大阪拘置所で面会すると、死刑を望んでいた態度から一転、弁護が悪いから死刑になったと主張し始めた。弁護士は再審請求に向けて準備を始めたが、面会のたびに非難されるようになり、2010年までに交流を絶った。すると弁護士会に懲戒請求を出された。2012年（平成24年）8月3日に大阪拘置所でMの死刑が執行された。奇しくも、この日はMの誕生日であった（生没同日）。
同日には三島女子短大生焼殺事件の死刑囚も東京拘置所で死刑を執行されている。